# Guimenguan Xia
Guimenguan Xia (chinesisch 鬼门关峡 ‚Schlucht des Tors zur Hölle‘) ist eine Schlucht in den Larsemann Hills an der Ingrid-Christensen-Küste des ostantarktischen Prinzessin-Elisabeth-Lands. Sie bildet die Einfahrt zur Bucht Tingtao Wan im Norden der Tonagh Promontory.
Chinesische Wissenschaftler benannten sie 1993 im Zuge von Vermessung- und Kartierungsarbeiten.